# Johnny Metal
Pour les articles homonymes, voir Métal (homonymie) et Metal (homonymie).
Johnny Metal est une série de huit ouvrages (et le titre du premier d'entre eux)  écrits par l'écrivain français Léo Malet (sous le pseudonyme de Frank Harding), tous publiés aux éditions Georges Ventillard entre 1941 et 1952 puis chez Fleuve Noir, lançant ainsi sa carrière d'auteur de romans policiers.

## Histoire de la série

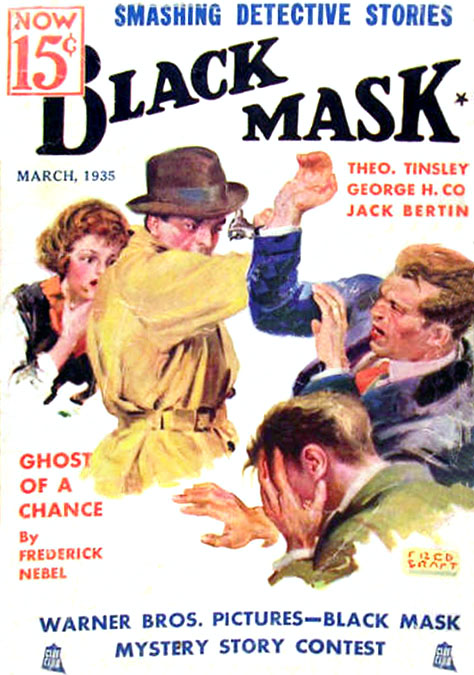
C'est l'interdiction de diffusion d'ouvrages policiers anglo-saxons en France qui poussera Léo Malet à créer cette première série de romans policiers noirs « à l'américaine » (Couverture du pulp Black Mask (mars 1935).

### Sources d'inspiration
Avant la Seconde guerre mondiale, Léo Malet n'a écrit que des recueils de poèmes et des ouvrages d'inspiration surréaliste. En 1940, il fait la connaissance du scénariste et journaliste Louis Chavance qui lui suggère d’écrire des romans policiers, un genre encore inexistant en France (Georges Simenon, auteur de la série des Maigret est déjà célèbre, mais il est belge). Malet produit alors d’alertes contrefaçons de Hard boiled américains qu’il signe des pseudonymes de Frank Harding ou Léo Latimer.
La période est favorable durant la guerre, en effet l'éditeur Georges Ventillard recrute des auteurs susceptibles d'écrire des romans policiers français avec des intrigues et décors américains, la censure vichyste interdisant l'importation de romans anglo-saxons.

### Les débuts
En 1941, Malet écrit sous le pseudonyme de Frank Harding son premier roman, Johnny Metal, et crée le personnage éponyme, journaliste américain lui permettant « toutes sortes de libertés, sans avoir à m'emmerder avec le décor ». Metal est en outre l'anagramme de Malet.
Dans cette nouvelle collection dénommée Minuit (aux éditions Georges Ventillard) , ce roman, publié en juillet 1941, est tiré à 40 000 exemplaires en décembre. Un second opus intitulé Excellent pour les nerfs ne sera cependant pas achevé un troisième roman sera publié en 1943 et les autres après 1945. Léo Malet s'attachera ensuite à un nouveau personnage qui connaitra plus de succès, Nestor Burma.

## Analyse

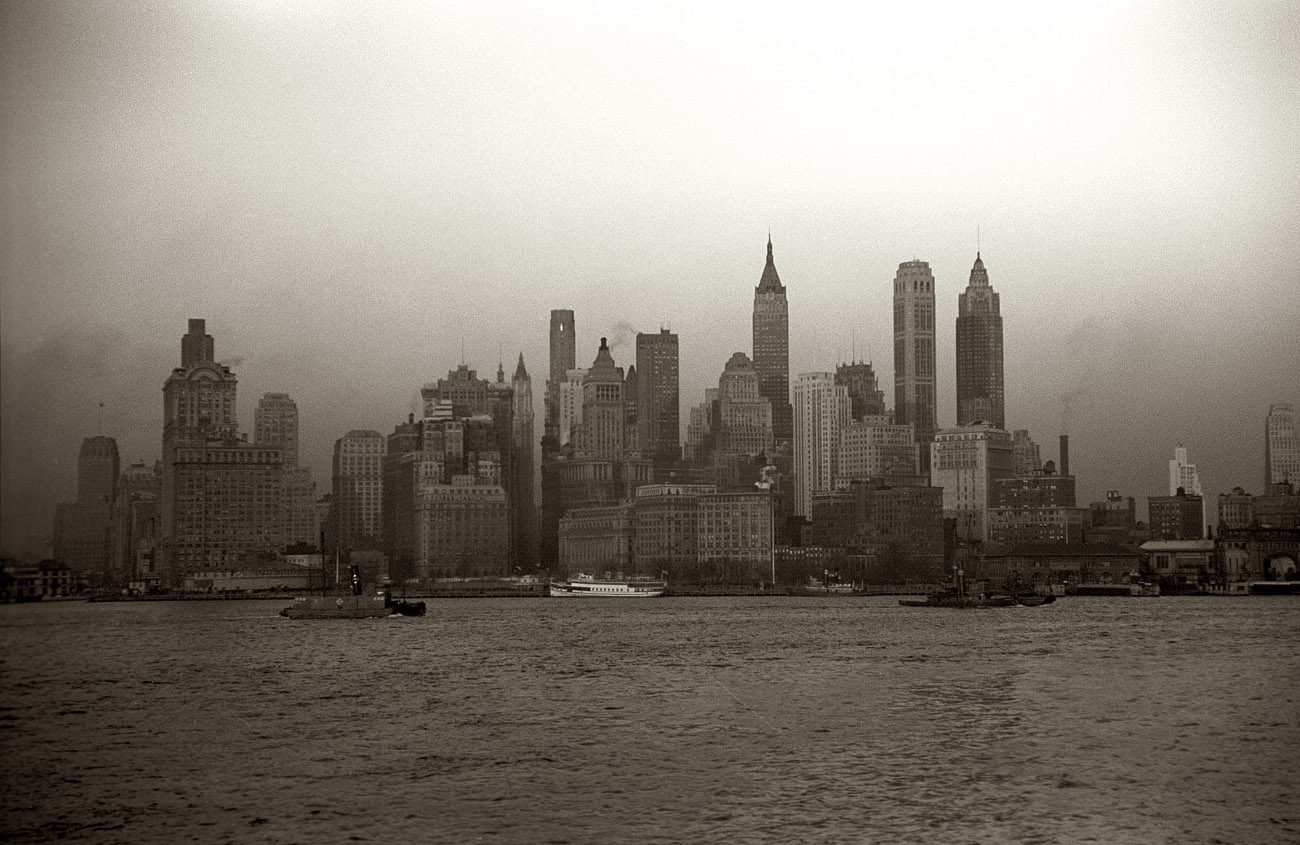
Ce sont les quartiers sombres de la ville de New-York qui sert de trame aux romans de la série (Lower Manhattan, New York en 1941)

Avec cette première série policière, Léo Malet se lance dans la création de romans policiers en copiant un style de tradition purement américaine, même si plus tard, il déclarera n'avoir jamais lu le magazine Black Mask qui popularisera ce type de littérature aux États-Unis. Par contre il reconnaitra avoir été influencé par le cinéma policier américain. Le personnage de Johnny n'a pas de particularité personnelle, ni vie privée, ni famille et sans aucune fantaisie. Son rôle se limite à nettoyer la ville de New-York des influences criminelles et des gangsters qui gangrènent la grande métropole.

## Liste des ouvrages
Une série de cinq romans et deux nouvelles (publiées dans un seul ouvrage).
- Johnny Métal (1941)
- Excellent pour les nerfs (1942-1944, roman inachevé publié en extrait en 1984 dans Le Magazine littéraire no 194)
- À bord du vaisseau fantôme (1943)
- Aux mains des réducteurs de têtes (1945)
- Miss Chandler est en danger ( deux nouvelles 1946)
- Le Dé de jade (1947)
- Affaire double (1948)
- Le Gang mystérieux (1952)